# مصطفى عباس
مصطفى أحمد عباس مذيع وطالب جامعي سعودي من مواليد 1994 في المدينة المنورة في السعودية شارك في تقديم العديد من البرامج التلفزيونية منها برنامج صباح الرياضية السعودية في القناة الرياضية السعودية وعمل أيضا مراسل في برنامج رحاب المدينة في قناة الثقافية السعودية.

## عن حياته
ولد في المدينة المنورة في السعودية عام 1994 وهو طالب جامعي في جامعة طيبة تخصص إعلام وإتصال وعمل مع هئية الإذاعة والتلفزيون السعودية لأول مره في عام 2015 فبدأ بعمل مراسل اخباري برنامج رحاب المدينة في المدينة المنورة في القناة الثقافية السعودية لتغطية الأحداث مع المذيع السعودي وائل رفيق وفي عام 2016 بدا العمل مع القناة الرياضية السعودية بتقديم برنامج صباح الرياضية مع المذيعة السعودية جواهر لافي.

## برامجه
- مراسل في برنامج رحاب المدينة. (2015)
- مقدم برنامج صباح الرياضية. (2016)

## روابط خارجية
- مصطفى عباس على موقع أرشيف الشارخ.
- قناة المذيع مصطفى عباس على اليوتيوب
- مدونة المذيع مصطفى عباس